# Уваров Федір
Ува́ров Фе́дір (?, Кубань — липень 1919?, біля с. Знам'янки) — військовий діяч часів Громадянської війни 1918—1922 років; повстанський отаман Херсонщини та Холодного Яру.

## Біографічні відомості
Федір Уваров народився на Кубані.
Кубанський козак.
Під час Першої світової війни — штабс-ротмістр царської армії.
За часів національно визвольних змагань 1917—1920 років боровся за «незалежну українську державу вкупі з Кубанню».
Навесні 1919 року — отаман повстанців Херсонщини, потім — командир повстанців в рядах Червоної Армії УРСР (в рядах червоної повстанської бригади під командою отамана Григор'єва). Під час повстання під проводом Матвія Григор'єва командував відділом, який налічував до півтори тисячі чоловік.
Полк Уварова відзначався високою дисциплінованістю. Звільняв від більшовиків місто Черкаси, ст. Бобринську та інші населені пункти. Наприкінці травня — звільнив Чигирин.
У червні 1919 року на нараді повстанських отаманів в містечку Медведівці обраний військовим отаманом Холодного Яру — командуючим з'єднаними силами Холодного Яру (до яких увійшли: відділ самого Уварова — близько 1000 вояків та загін Василя Чучупака (400 козаків і старшин).
Загинув (орієнтовно) у липні 1919 року в околицях Холодного Яру (біля ст. Знам'янка) в бою проти більшовиків, під час проведення ЧК спецоперації проти повстанських отаманів Холодного Яру.